# 雫
《雫》是由Leaf策劃和製作，並由 AQUA（現為AQUAPLUS）發行的視覺小說類型成人遊戲，也是 Leaf 視覺小說系列 （Leaf Visual Novel Series，通稱 LVNS） 的第一部。並在2004年1月23日發售帶有CG重繪和角色配音的重製版，有分CD-ROM版和DVD-ROM版。
本作首創採用Chunsoft開發並發行的視覺小說恐怖遊戲『弟切草』的運行手法製作美少女遊戲，在遊戲中，主角作為學生之一調查學校裡發生的一系列神秘事件。

## 格式
當時（包括現在）美少女遊戲顯示文本的方式多採用在畫面的下方設置一個文本框顯示文字，本作則參考Chunsoft開發並發行的視覺小說恐怖遊戲『弟切草』的運行手法，直接在背景畫面上鋪設全屏文字。
用全畫面字幕搭配背景的的呈現方式對背景畫面及人物立繪會造成一定的感官障礙，但大幅增加了單頁同時顯示的文字數。大段文字增強了文字的表現能力，同時也讓呈現文本的手法更多元，例如可利用文字刷屏的方式強化劇情感染力。配合以出色的音樂和特效後，可極大地提升玩家的代入感，使位於畫面前的玩家有如身歷其境。這樣的模式使得玩家對遊戲的側重點由傳統對話框模式下的畫面，轉為了文字，因而具有電子視覺小說的性質。因此在遊戲體感上，和一般美少女遊戲存在巨大差異。

## 故事
故事的舞台雖是普通的學園，
但內裏卻發生了出乎意外的事件：
在課堂上邊呼喊下流的話語繼而發狂的同班同學、
在深夜的學園秘密聚集的學生們。
對日常感到厭惡並憧憬於「瘋狂」的長瀨祐介，
被擔當班主任的叔父委託調查事件。

## 角色
長瀨祐介（ながせ ゆうすけ）
17歲。
本作的主角。性格內向，好於沉溺妄想，更憧憬於「瘋狂」。另一方面，他也對自己不斷逃避現實的行為感到厭惡，並尋求改變。
在後來發行的『初音のないしょ!!』中的小遊戲中也有登場。編劇高橋龍也形容他的臉屬於「可愛系」。
月島瑠璃子（つきしま るりこ）
声：一宮桜
17歳。8月29日生。
祐介高一時的同班同學，祐介曾對她心生微妙的情愫。當時她經常閱讀書籍，是一位如同深閨大小姐般的美少女。性格寧靜，帶着神秘的氣氛。
藍原瑞穂（あいはら みずほ）
声：立花舞
17歲。3月2日生。
學生會書記，與祐介同一學年。生性害羞，平時沉默寡言，待人隨和，做事容易碰釘子，但有時候會表現出令人驚訝的固執一面。有著一張稚氣未脫的臉，戴著眼鏡，頭髮成自然捲。和太田香奈子從初中開始就是最要好的朋友，因此而被捲入事件。
新城沙織（しんじょう さおり）
声：鷹月さくら
17歲。12月14日生。血型O型。
與祐介同一學年的女生，屬排球部。聰明、善於表達、健談、能說會道。留著一頭長髮，眼睛炯炯有神，明亮活潑的性格受人歡迎。作為重要事件的目擊者而被捲入事件。雖然本人極力否認，但實際上很害怕妖怪。
太田香奈子（おおた かなこ）
声：今井かおる
17歲。7月19日生。
學生會副會長，祐介的同班同學，某一天在課堂上突然發狂，用自己的指甲把臉抓得鮮血淋漓，成為事件的開端。和藍原瑞穂從初中開始就是最要好的朋友。
長瀨源一郎（ながせ げんいちろう）
声：旭剛
38歲。
祐介的班主任，也是祐介的叔父。教授的科目是現代國語，也是負責處理這次事件的教師。香奈子被送院後一度委託祐介調查事件的真相。
月島拓也（つきしま たくや）
声：田中大輔 / 少年時代：和泉あやか
18歲。
前學生會長，祐介的學長，月島瑠璃子的哥哥。成績優秀、性格溫和的優等生，深受學生與校方的信任。利用毒電波操控女生成為他的奴隷，對瑠璃子有着瘋狂的愛意。

## 開發
當時高橋龍也剛被起用為編劇，在構思新作時，發現當時的視覺小說遊戲大多以懸疑或恐怖作為主題，為了追求新鮮感與衝擊力，加上考慮到新成立不久的Leaf也需要找到自身的產品特色才能脫穎而出，因此在看到大槻賢二的小說後，認為這樣的風格很適合以視覺小說呈現，便決定引入電波元素。
在撰寫過程中，高橋收集了與時下流行的心理分析、獵奇犯罪，甚至精神障礙等相關的資料。
雖然本作中也採用了類似早期冒險遊戲中常見的「主角在解決各式事件中逐漸揭露組織的謎團，最後對抗幕後黑手」的懸疑格局，但並沒有直接將偵探或組織等懸疑元素加入。此外，為了讓讀者更容易感受到世界的不協調之處，他在遊戲開始後的一分鐘內就讓主角的妄想筆記出現。
在《TINAMIX Vol.1.30》的訪談中，高橋承認受到大槻賢二的《新興宗教オモイデ教》的啟發，但由於引入迷幻藥、毒品等元素會使主題散漫，他並沒有使用該書中的藥物元素，而是將本作聚焦在精神上的狂亂。同時，在同一訪談中，高橋提到月島瑠璃子和月島拓也的角色性格更多受到大槻的另一部作品《キラキラと輝くもの》（收錄於《くるぐる使い》）的影響，而非《オモイデ教》中的夏美和教祖。
本作的概念是以視覺小說恐怖遊戲『弟切草』的手法製作成成人遊戲，其中的一個特色即採用了多結局形式。高橋在前述的訪談中提到，採用多結局的原因是當他和朋友們各自玩過『弟切草』後，大家討論各自對內容的理解時看到故事逐漸清晰的樣子很有趣。他原本打算在瑠璃子路線上留下一些失落感，但考慮到不喜歡這種結局的玩家，也準備了一個較為明亮的結局。此外，高橋在回顧時表示，多結局的設計使得玩家能夠攻略所有女主角。
雖然高橋表示瑠璃子是他的最愛，但他也考慮到可能不喜歡她的玩家，為了提升作品的人氣而設計了沙織這個角色。沙織的概念是讓主人公看到她克服抑鬱狀態後快樂地生活。
2007年出版的《新興宗教オモイデ教外伝》（原田宇陀児・小學館ガガガ文庫）中，可以見到一些本作的致敬元素（例如將原著中的メグマ波描述為「毒電波」）。該書的作者原田原本在其他公司出版物上以編劇身份出道，但透過《雫》的二次創作小說同人誌被Leaf公司注意，最終成為《WHITE ALBUM》的編劇。

## 外部連結
- 雫 （页面存档备份，存于）（日語）
- 《雫》在視覺小說數據庫的頁面 （英文）